# Assyriska IF
Assyriska IF är en fotbollsförening från Norrköping, som grundades 1977. Hemmaplanen i Norrköping heter Mamre IP. Damlaget spelar i division 2 och herrlaget spelar i Division 2 Södra Svealand.